# Eubacterium siraeum
Eubacterium siraeum è una specie di batterio appartenente alla famiglia delle Eubacteriaceae.